# Komisariat Wewnętrzny Straży Granicznej nr 3 „Kraków”
Komisariat Wewnętrzny Straży Granicznej nr 3 „Kraków”” – jednostka organizacyjna Straży Granicznej w okresie międzywojennym.

## Formowanie i zmiany organizacyjne
W drugiej połowie 1927 przystąpiono do gruntownej reorganizacji Straży Celnej. W praktyce skutkowało to rozwiązaniem tej formacji granicznej.
Rozporządzeniem Prezydenta Rzeczypospolitej Polskiej Ignacego Mościckiego z 22 marca 1928 roku, do ochrony północnej, zachodniej i południowej granicy państwa, a w szczególności do ich ochrony celnej, powoływano z dniem 2 kwietnia 1928 roku  Straż Graniczną.
Rozkazem nr 3 z 14 maja 1929 roku w sprawie utworzenia Inspektoratu Wewnętrznego komendant Straży Granicznej płk Jan Jur-Gorzechowski utworzył komisariat wewnętrzny Straży Granicznej nr 3 „Kraków”.
Rozkazem nr 7 z 23 października 1931 roku w sprawach organizacyjnych i etatowych, w związku z zarządzeniem Ministra Skarbu z  22 października 1930 roku znoszącym Inspektorat Okręgowy Nr VI, komendant Straży Granicznej płk Jan Jur-Gorzechowski zarządził likwidację Inspektoratu Okręgowego nr VI z dniem 3 listopada 1930 roku. Zniósł komisariat „Warszawa”, a powołał  Egzekutywę Oddziału II Komendy Straży Granicznej z przydziałem etatowym, ewidencyjnym i gospodarczym do Komendy Straży Granicznej. Komisariaty wewnętrzne zachowały swój terytorialny zakres działania. Komisariat Kraków pod względem służbowym przydzielono bezpośrednio do Śląskiego Inspektoratu Okręgowego Straży Granicznej, etatowo, ewidencyjnie i gospodarczo do Inspektoratu Granicznego Biała.
Rozkazem nr 4 z 17 grudnia 1934 roku w sprawach [...] zarządzeń organizacyjnych i etatów budżetowych komendant Straży Granicznej płk Jan Jur-Gorzechowski zniósł komisariat wewnętrzny Straży Granicznej „Kraków”.

## Kierownicy/komendanci komisariatu
| stopień | imię i nazwisko         | okres pełnienia służby | kolejne stanowisko |
| ------- | ----------------------- | ---------------------- | ------------------ |
| pkom.   | Żywisław Leliwa-Pilecki | był w 1934             |                    |